# Barnes (Kansas)
Pour les articles homonymes, voir Barnes.
Barnes est une municipalité américaine située dans le comté de Washington au Kansas.
Lors du recensement de 2010, sa population est de 159 habitants. La municipalité s'étend alors sur une superficie de 0,18 mille carré (0,47 km2).
Le bureau de poste local est fondé en 1872 sous le nom d'Elm Grove. Le Union Pacific atteint la région en 1876 et une localité se forme près des voies. Le bureau de poste est déplacé en 1878 et prend le nom de Barnes, en l'honneur d'un actionnaire de la société de chemin de fer A. S. Barnes.